# Руман, Зиг
Зиг Руман (Сиг Руман; Зигфрид Руманн; нем. Siegfried Albon Rumann; 11 октября 1884 — 14 февраля 1967) — немецко-американский киноактёр, прославившийся комическими ролями помпезных злодеев.

## Ранние годы
Зигфрид Альбон Руманн родился 11 октября 1884 года в Гамбурге. Перед вступлением в немецкую императорскую армию, Зигфрид изучал электротехнику в Техническом университете Ильменау. Во время Первой мировой служил в армии.
В 1924 году эмигрировал в США. Там подружился с режиссёром и сценаристом Джорджем Кауфманом и театральным критиком Александром Вулкотом. Принимал участие в бродвейских постановках. В кино дебютировал в 1928 году. Тогда ему было сорок три года.

## Кинокарьера
Впервые появился на экране в фильме Lucky Boy в 1928 году. Ещё одна небольшая роль была У Румана в 1929 году. Активно сниматься Зиг Руман начал только в 1934. Ему было уже пятьдесят и главных ролей Руману не предлагали. Но ролей второго плана и эпизодов он сыграл более ста. Из-за его немецкого акцента во время Второй мировой Руману шли предложения съёмок в шпионских триллерах. Также снялся в нескольких фильмах Эрнста Любича.

За годы своей кинокарьере сыграл с абсолютным большинством знаменитостей. Среди них были Гари Купер, Хемфри Богарт, Генри Фонда, Стюарт, Джеймс (актёр), Кэри Грант,Фредрик Марч, Уильям Холден, братья Маркс, Анна Стэн, Кэрол Ломбард, Джанет Гейнор, Лоретта Янг, Рита Хейуорт, Барбара Стэнвик, Соня Хени, Ширли Темпл, Грета Гарбо. Работал с режиссёрами Билли Уайлдером, Энтони Манном, Джоном Фордом, Майклом Кёртицем. Всего снялся в 112 картинах.

## Жизнь вне кино
Последние два десятилетия Руман, несмотря на плохое самочувствие, много снимался на телевидении, сыграл в нескольких сериалах, в том числе в «Семейке Аддамс» и «Маверик».
Умер Зиг Руман 14 февраля 1967 года от инфаркта миокарда.

## Избранная фильмография
- «Мир движется вперёд» (1934) — Барон фон Герхард
- «Под прицелом» (1935) — доктор
- «Брачная ночь» (1935) — мистер Ян Новак
- «Вечер в опере» (1935) — Герберт Готлиб
- «Принцесса пересекает океан» (1936) — инспектор Штайндорф
- «Седьмое небо» (1937) — Дюран
- «Спасибо, мистер Мото» (1937) — полковник Чернов
- «Майские дни» (1937) — Фанчон
- "Полуночное такси " (1937) — Джон Б.Рабб
- «Агент президента» (1937) — Гас
- «День на скачках» (1937) — доктор Леопольд Штайнберг
- «Тонкий лёд» (1937) — премьер-министр
- «Хейди» (1937) — капитан полиции (в титрах не указан)
- «Ничего святого» (1937) — доктор Эмиль Эггельхоффер
- «Суэц» (1938) — сержант Пеллерин
- «Большой вальс» (1938) — банкир
- Святой в Нью-Йорке (1938) — Хатч Реллин
- «Гонолулу» (1939) — профессор Тиммер
- «Только у ангелов есть крылья» (1939) — Датчи
- «Ниночка» (1939) — Михаил Симонович Иранов
- «Помнишь?» (1939) — доктор Шмидт
- Никогда не отчаивайся (1939) — Папа Инглеборг
- «Магическая пуля доктора Эльриха» (1940) — доктор Ханс Вулферт
- Товарищ Икс (1940) — Эмиль фон Хофер
- «Поезда проезжают ночью» (1941) — великий Хоффман
- «Это неопределённое чувство» (1941) — Кафка
- «Быть или не быть» (1942) — Эрхардт
- «Перекрёсток» (1942) — доктор Алекс Дюброк
- «Отчаянное путешествие» (1942) — Преусс
- «Триумф Тарзана» (1943) — сержант
- "Песня Бернадетт " (1943) — Луис Бюриэтт
- «Это случилось завтра» (1944) — мистер Бекштайн
- «Летняя буря» (1944) — Кузьма
- «Дом Франкенштейна» (1944) — бургомистр Гассман
- «Королевский скандал» (1945) — генерал Ронский
- «Сестрички Долли» (1945) — Игнат Циммис
- «Ночь в Касабланке» (1946) — граф Пферман/Генрих Штубель
- «Императорский вальс» (1948) — доктор Звибак
- «Весь мир в его объятиях» (1952) — генерал Иван Ворошилов
- «Лагерь для военнопленных № 17» (1953) — Шульц
- «Гудини» (1953) — Шульц
- «Дева на крыше» (1953) — Майкл О’Нил
- «История Гленна Миллера» (1954) — Кранц
- «Прожигая жизнь» (1955) — доктор Эмиль Эдильхофер
- «Крылья орлов» (1957) — менеджер
- «36 часов» (1965) — Герман Гуард
- «Азарт удачи» (1966) — профессор Винтелхалтер
- «Гибель Дракулы» (1966) — бургомистр